# لحظه حقیقت (مسابقه تلویزیونی)
لحظهٔ حقیقت (به انگلیسی: The Moment of Truth) مسابقهٔ تلویزیونی آمریکایی است که بر اساس فرمت کلمبیایی Nada más que la verdad (چیزی نیست جز حقیقت) ساخته شده‌است. در این مسابقه ۲۱ سؤال شخصی و خجالت‌آور از شرکت‌کننده پرسیده می‌شود و اگر شرکت‌کننده دروغ بگوید، مسابقه را می‌بازد.
این مسابقه از ۲۳ ژانویه ۲۰۰۸ تا ۸ اوت ۲۰۰۹ از شبکه رسانه‌ای فاکس پخش می‌شد و مجری آن مارک ال. والبرگ بود.

## روند مسابقه
قبل از ضبط برنامه با کمک دستگاه دروغ‌سنج از شرکت‌کننده ۵۰ سؤال پرسیده می‌شود. شرکت‌کننده به آن‌ها پاسخ می‌دهد و بدون این که نتیجه را بداند به استودیوی مسابقه می‌رود. از این ۵۰ سؤال نهایتاً ۲۱ عدد زمان ضبط مسابقه پرسیده می‌شود. اگر شرکت‌کننده با توجه به نتایجی که دروغ‌سنج به آن‌ها داده، پاسخ صادقانه بدهد به مرحلهٔ بعدی می‌رود. اگر دروغ بگوید (با توجه به نتایج دروغ‌سنج) می‌بازد و هیچ جایزه‌ای نصیبش نمی‌شود.
سوالات این مسابقه بسیار شخصی هستند و جواب دادنشان بعضی اوقات خیلی سخت است. گاهی با حضور برخی مهمانان، شرکت‌کننده شگفت زده می‌شود. مثلاً دوست، همکار یا پدر و مادری که چندین سال است آن‌ها را ندیده‌است. دوستان، همکاران و والدین شرکت‌کننده که در استودیو حضور دارند، اگر نخواهند پاسخ سؤالی را بشنوند، می‌توانند کلیدی را فشار دهند که با این کار سؤال عوض می‌شود. آن‌ها فقط یک‌بار می‌توانند از این کلید استفاده کنند.
شرکت‌کنندگان قبل از مسابقه، توافقنامه‌ای را امضا می‌کنند که همهٔ نتایجی را که دروغ سنج ارائه می‌دهد را قبول دارند.
در جدول زیر، تعداد مرحله و تعداد سوالاتی که در هر مرحله پرسیده می‌شود نشان داده شده‌است:
| مرحله | تعداد سوالات | مبلغ جایزه   |
| ----- | ------------ | ------------ |
| ۱     | ۶            | ۱۰٬۰۰۰ دلار  |
| ۲     | ۵            | ۲۵٬۰۰۰ دلار  |
| ۳     | ۴            | ۱۰۰٬۰۰۰ دلار |
| ۴     | ۳            | ۲۰۰٬۰۰۰ دلار |
| ۵     | ۲            | ۳۵۰٬۰۰۰ دلار |
| ۶     | ۱            | ۵۰۰٬۰۰۰ دلار |

## اپیزودها
اولین قسمت از این مسابقه بیشترین بیننده را بعد از برنامهٔ امریکن آیدل داشت. این قسمت بیش از ۲۳ میلیون بیننده داشت که یک رکورد محسوب می‌شود.
بیشترین پولی که شرکت کنندگان می‌توانند برنده شوند، ۵۰۰ هزار دلار است. ملانی ویلیامز اولین شخصی بود که در فصل دوم قسمت دهم ۵۰۰ هزار دلار را به خانه برد.